# Pacto de não agressão germano-estoniano

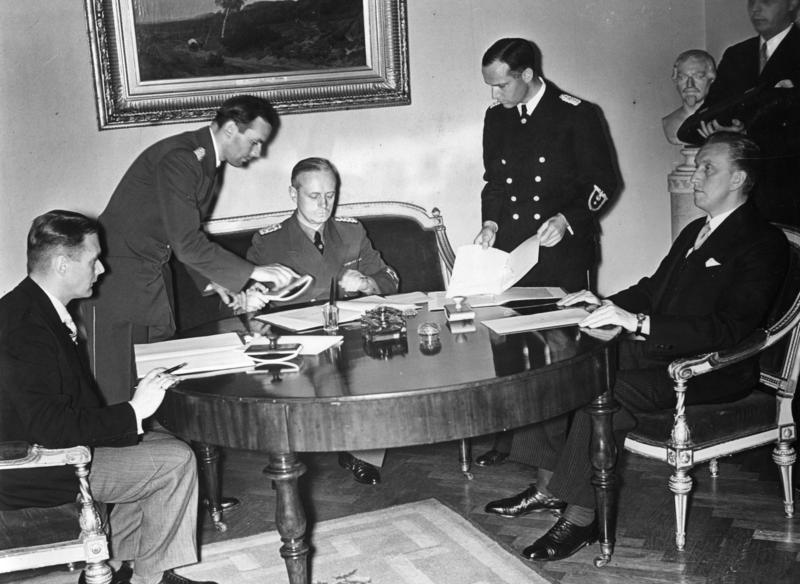
Assinatura de pactos de não agressão germano-estoniano e germano-letão. Sentados da esquerda: Vilhelms Munters, Joachim von Ribbentrop, Karl Selter.

O pacto de não agressão germano-estoniano foi assinado em Berlim em 7 de junho de 1939 pelos Ministros das Relações Exteriores da Estônia, Karl Selter, e da Alemanha, Joachim von Ribbentrop. O pacto de não agressão germano-letão também foi assinado no mesmo dia. Ratificações do pacto germano-estoniano foram trocadas em Berlim, em 24 de julho de 1939 e entraram em vigor no mesmo dia. Foi registrado na League of Nations Treaty Series em 12 de agosto de 1939. O pacto foi destinado a um período de dez anos.
Os pactos eram destinados a impedir as potências ocidentais ou os soviéticos de obterem influência nos Estados Bálticos e, assim, cercar a Alemanha  (o pacto de não-agressão com a Lituânia foi concluído em março após o ultimato alemão à Lituânia de 1939 em relação à Região de Klaipėda). Esses estados deveriam proporcionar uma barreira contra qualquer intervenção soviética em uma planejada guerra germano-polaca.
A Alemanha nazista se ofereceu para assinar pactos de não agressão com a Estônia, Letônia, Finlândia, Dinamarca, Noruega e Suécia, em 28 de abril de 1939. Suécia, Noruega, Finlândia, rejeitaram a proposta. Os primeiros esboços foram elaborados na primeira semana de maio, mas a assinatura dos tratados foram duas vezes adiadas devido a pedidos de clarificação da Letônia. 